# Valencia (comarca)
La comarca di Valencia (in valenciano: comarca de València; in castigliano: comarca de Valencia) è una delle 34 comarche della Comunità Valenciana, con una popolazione di 807 396 abitanti in maggioranza di lingua valenciana; la comarca è costituita unicamente dalla città di Valencia e le corrisponde quindi per estensione e popolazione.
Anticamente Valencia era il capoluogo della Horta de Valencia, comarca storica poi suddivisa in Horta Nord, Horta Oest, Horta Sud e Comarca di Valencia a causa della crescita demografica della regione.
Amministrativamente fa parte della provincia di Valencia, che comprende 17 comarche.